# 1855 aux échecs
| Années des échecs : 1852 - 1853 - 1854 - 1855 - 1856 - 1857 - 1858    |
| Décennies des échecs : 1820 - 1830 - 1840 - 1850 - 1860 - 1870 - 1880 |

Cet article présente les faits marquants de l'année 1855 aux échecs.

## Tournois

### Tournoi de Londres (Kling's coffee house's Tournament)

#### Quart de finale
- Thomas Barnes - Arthur Simmons 4-2
- Adolf Zygotorsky - Robert Brien 5-4
- Valentine Green - Charles Kenny 4-3
- Charles de Marett - Emeric de Szabo 4-2 =1

#### Demi-finale
- Adolf Zygotorsky - Thomas Barnes 4-1
- Valentine Green - Charles de Marett 4-3 =1

#### Finale
- Adolf Zygotorsky - Valentine Green 4-1

## Matchs formels
- Jules de Riviere - Adolphe Laroche 7-7 (+6 -6 =2) Paris 1855[1]
- Serafino Dubois - Jules de Riviere 22.5-9.5 (+21 -8 =3) Paris 1855[2]
- Serafino Dubois - C.A.Seguin 5-1 Paris 1855[3]
- Johann Lowenthal - Robert Brien 1.5 - 6.5 Paris 1855 Lowenthal accordait un handicap d'un pion et un coup[4]
- Robert Brien - Ernst Falkbeer 8.5 - 6.5 Londres 1855

## Divers
- Un club d'échecs forteresse, variante du jeu d'échecs, est créé à Londres[5].

## Naissances
- Theophilus Augustus Thompson